# ریزماهی

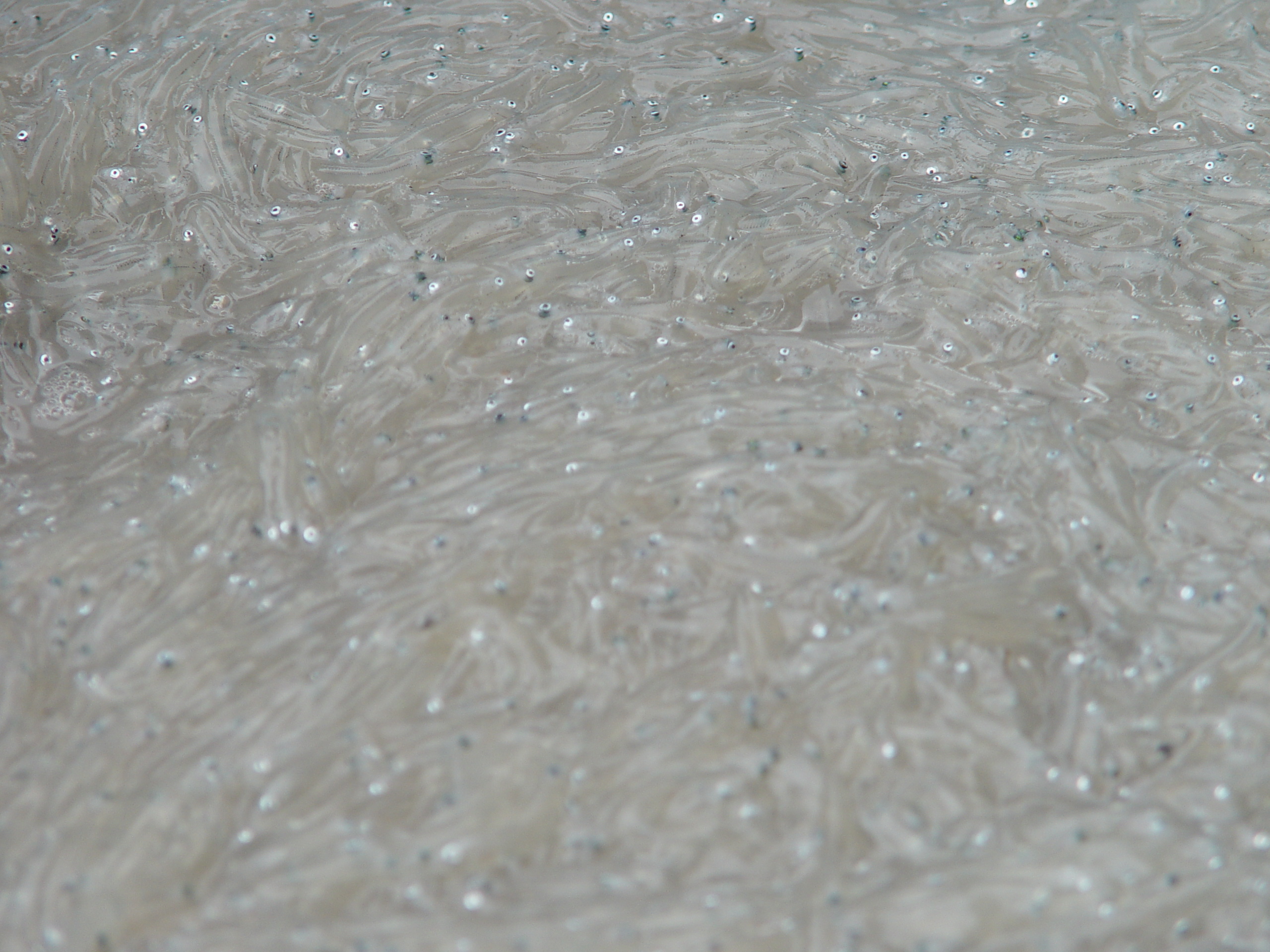
انباشته‌ای از ریزماهی صیدشده (در این مورد ساردین و موتوماهی) در کوت دازور فرانسه.

ریزماهی یک اصطلاح جمعی برای بچه ماهی‌های نابالغ است، معمولاً با طول بین ۱ و ۲ اینچ (۲۵ و ۵۱ میلیمتر). ریزماهی‌ها انواع ماهی‌های کوچک و سیمین‌فام هستند که به‌عنوان طعمهٔ ماهیگیری نیز به‌کار می‌روند. چنین ماهی‌های جوانی اغلب با هم در گروه‌هایی در امتداد سواحل سفر می‌کنند و به مصب‌ها و گاهی به سمت رودخانه‌ها حرکت می‌کنند، جایی که می‌توان آنها را به راحتی با تور ماهی‌گیری صید کرد.
ریزماهی‌ها لطیف و خوراکی هستند و در نیوزیلند یک غذای لذیذ محسوب می‌شوند. کل بدن ماهی خورده می‌شود - از جمله سر، باله‌ها، استخوان‌ها و اندرونه. برخی از گونه‌ها خوش‌خوراک‌ترند و گونه‌های خاصی که به‌عنوان طعمه سفیدرنگ به بازار عرضه می‌شوند.
از آنجایی که صید ریزماهی از بچه‌ماهی‌های نابالغ بسیاری از گونه‌های غذایی مهم (مانند شاه‌ماهی، ماهی خمسی، ساردین، ماهی خال‌خالی، خارماهی و بسیاری گونه‌های دیگر) تشکیل شده‌است، از نظر زیست‌محیطی یک ماده غذایی قابل دوام نیست و چندین کشور کنترل‌های شدیدی را بر صید آن اعمال می‌کنند.

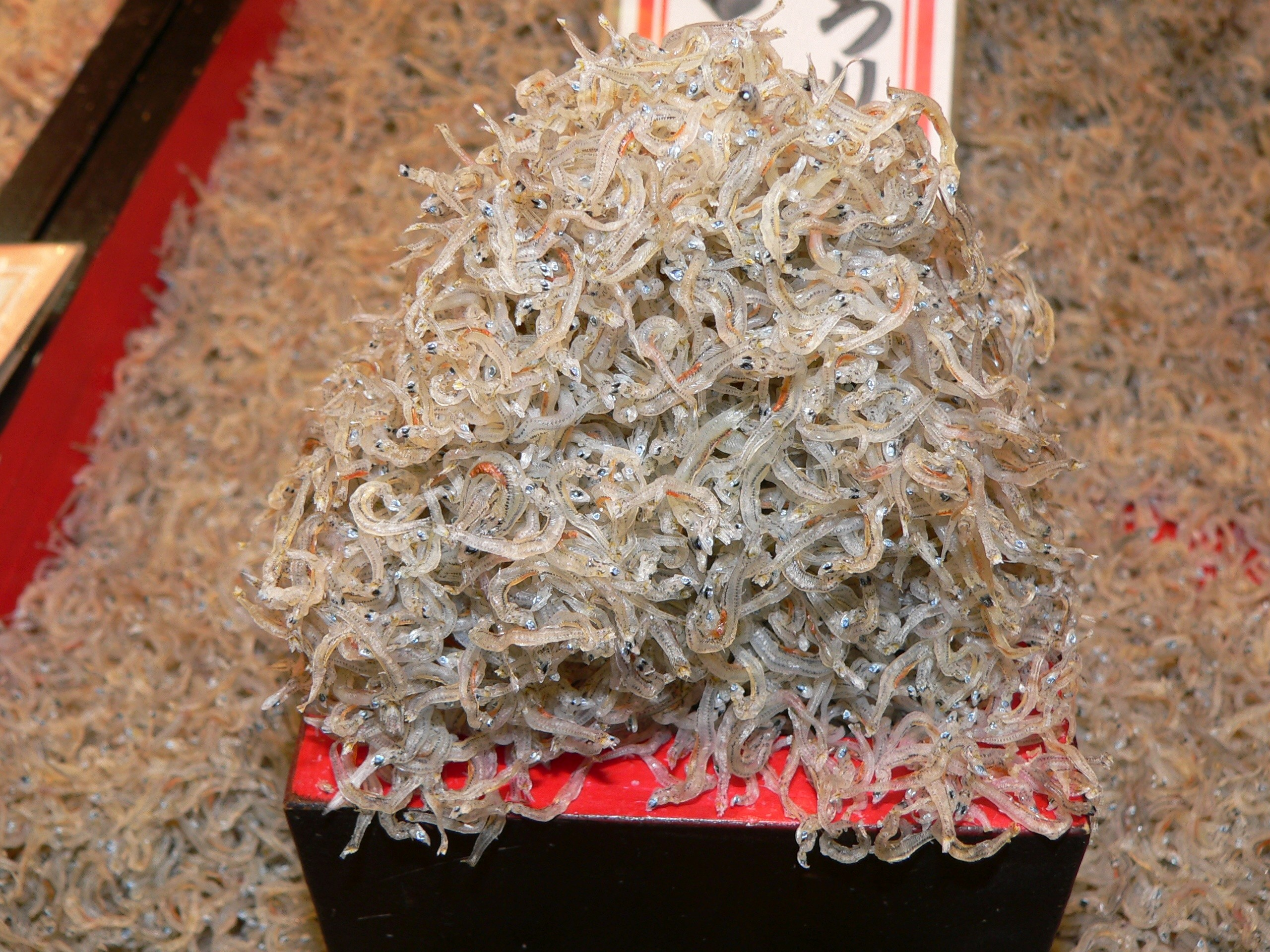
ریزماهی ژاپنی

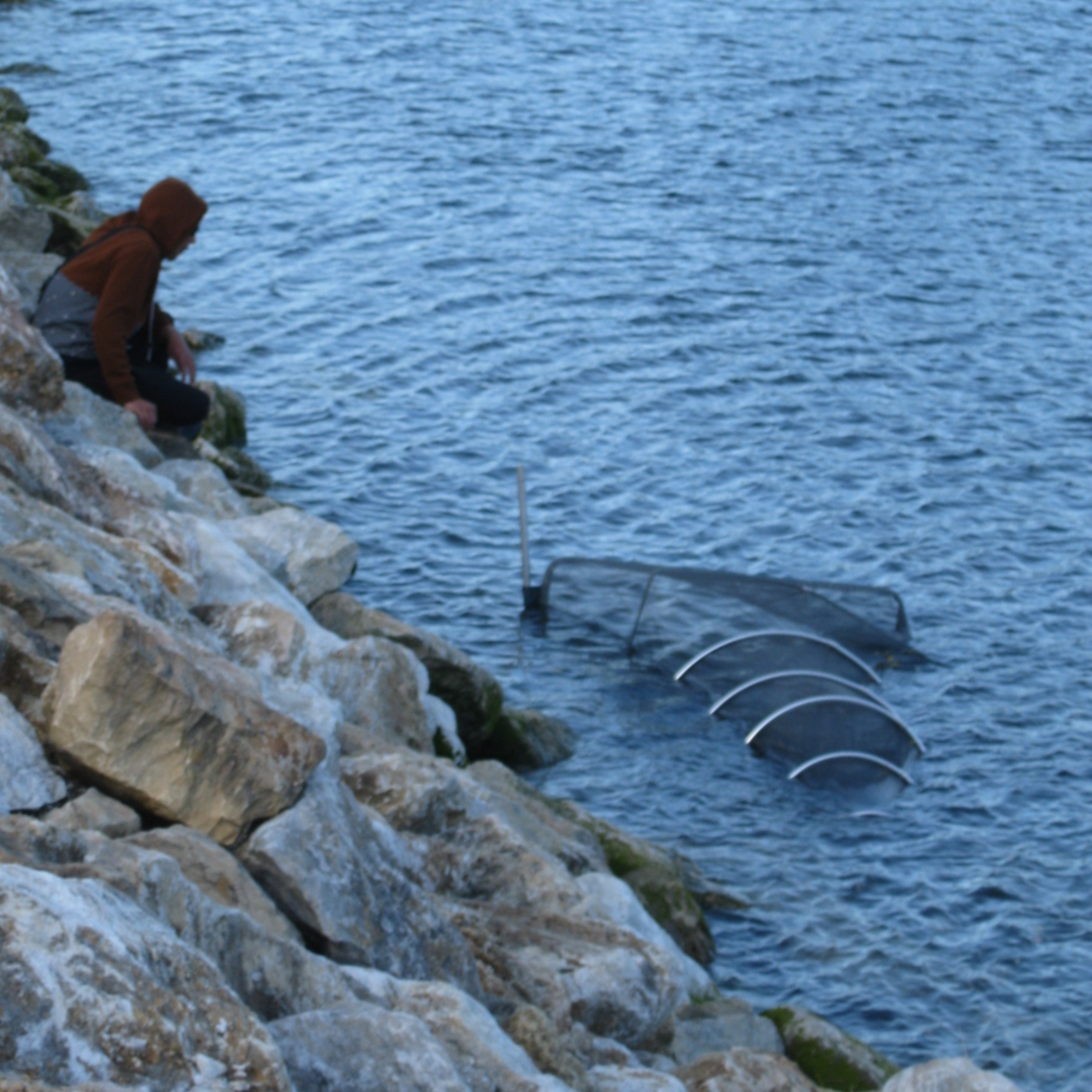
تور ریزماهی‌گیری در نیوزیلند

به‌طور سنتی، ماهیگیران مارماهی‌های جوان را به عنوان یک غذای ارزان مصرف می‌کردند، اما تغییرات محیطی باعث کاهش جمعیت مارماهی شده‌است. مشابه ریزماهی‌ها، آنها در حال حاضر به عنوان یک غذای لذیذ در نظر گرفته می‌شوند و تا ۱۰۰۰ یورو در هر کیلوگرم قیمت دارند.
بچه سرپایان سرخ شده (معمولاً سپیداج، اما گاهی ماهی مرکب یا هشت‌پا) معروف به پونتیلیتاس یا چوپیتوس، در جنوب اسپانیا و جزایر بالئاری و دیگر مناطق یک خوراک محبوب هستند.